# Apophua karenkona
Apophua karenkona là một loài tò vò trong họ Ichneumonidae.